# Balclutha noonadana
Balclutha noonadana är en insektsart som beskrevs av Knight 1987. Balclutha noonadana ingår i släktet Balclutha och familjen dvärgstritar. Inga underarter finns listade i Catalogue of Life.